# Classe Deutschland (croiseur lourd)
Pour les autres classes de navires du même nom, voir Classe Deutschland.
La classe Deutschland est une classe allemande de bâtiments de combat connue en allemand sous le nom de Panzerschiffe, signifiant littéralement « navire cuirassé » mais que les Britanniques surnommèrent  « cuirassé de poche » du fait du calibre de leur artillerie et de leur protection. 
Le Deutschland, l’Admiral Scheer et l’Admiral Graf Spee sont les trois navires de cette classe, construits entre 1929 et 1936.

## Contexte historique

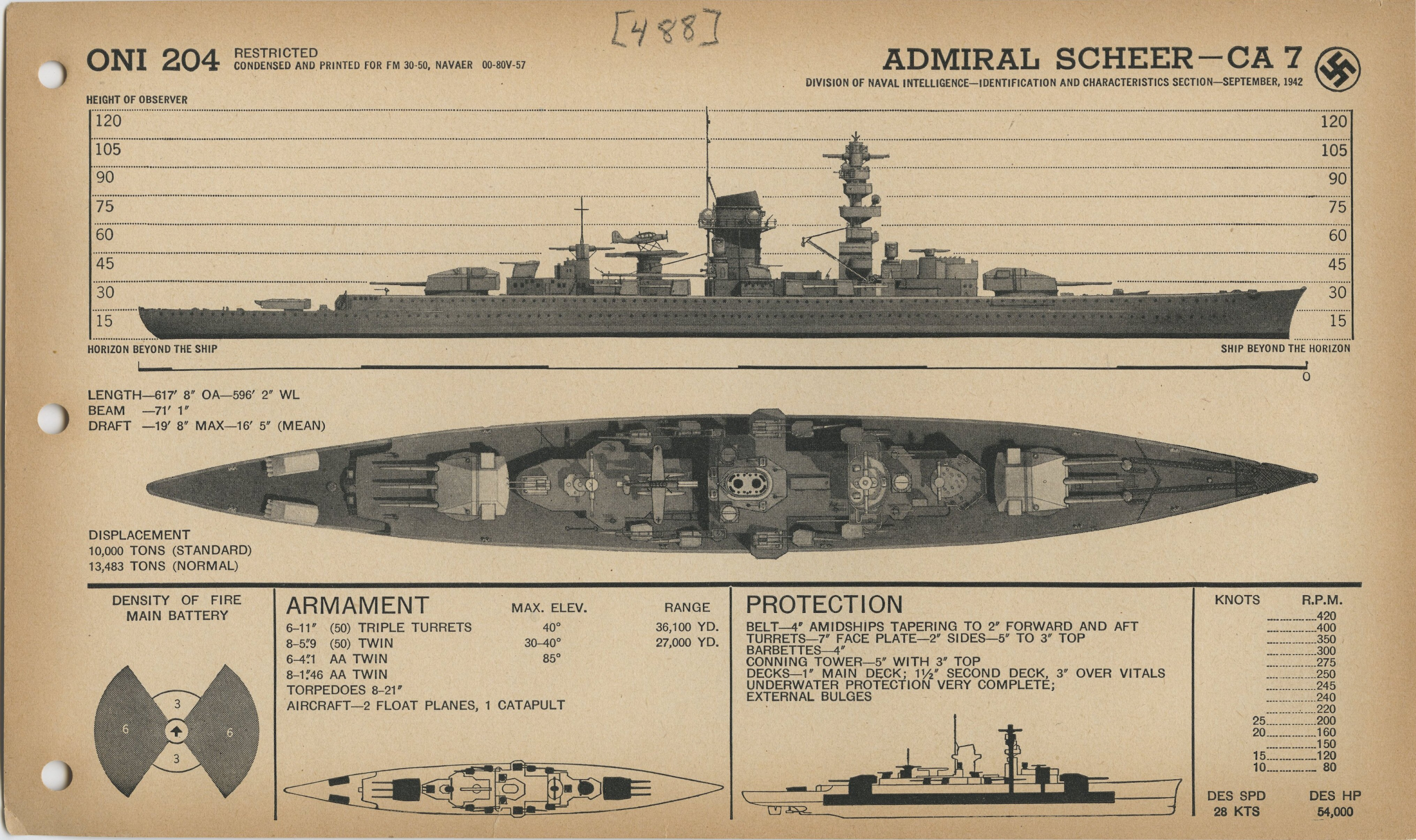
Profil d'un croiseur de la classe Deutschland

Après la Première Guerre mondiale, le traité de Versailles limite le tonnage des bâtiments de combat de la marine allemande à 10 000 tonnes et leurs canons à un calibre de 203 mm. La classe Deutschland est ainsi créée pour contourner cette limitation de tonnage. L’Admiral Scheer et ses sisterships sont spécifiquement conçus par la Reichsmarine afin de surpasser en puissance de feu tout croiseur lourd plus rapide qu'eux et susceptible de les rattraper, tout en respectant les clauses du traité.
Pour rester dans les limites de tonnage imposées par le traité de Versailles , les ingénieurs allemands sont contraints d'innover : les tôles de coque et les plaques de blindage sont soudées bord à bord par soudure à l'arc électrique, une technique qui économise le poids considérable  des rivets et du recouvrement des tôles associé à cette technique, permettant de réaliser, à résistance structurelle égale, un gain d'environ 20%.
Le remplacement des turbines par des moteurs Diesel permet de supprimer l'énorme poids des chaudières et de libérer de l'espace pour les soutes à munition et à combustible. Toutefois, pour obtenir la vitesse prévue de 28 nœuds (52 km/h), les ingénieurs sont contraints d'atteler 4 moteurs sur chaque arbre d'hélice au moyen d'une boite d'engrenages complexe. Par ailleurs, le fioul lourd doit être purifié à bord par une chaudière et une colonne de distillation, pour être compatible avec les injecteurs des Diesel. C'est une installation très complexe dont la destruction scellera le sort du Graf von Spee lors de la bataille du Rio de la Plata

## Histoire du service

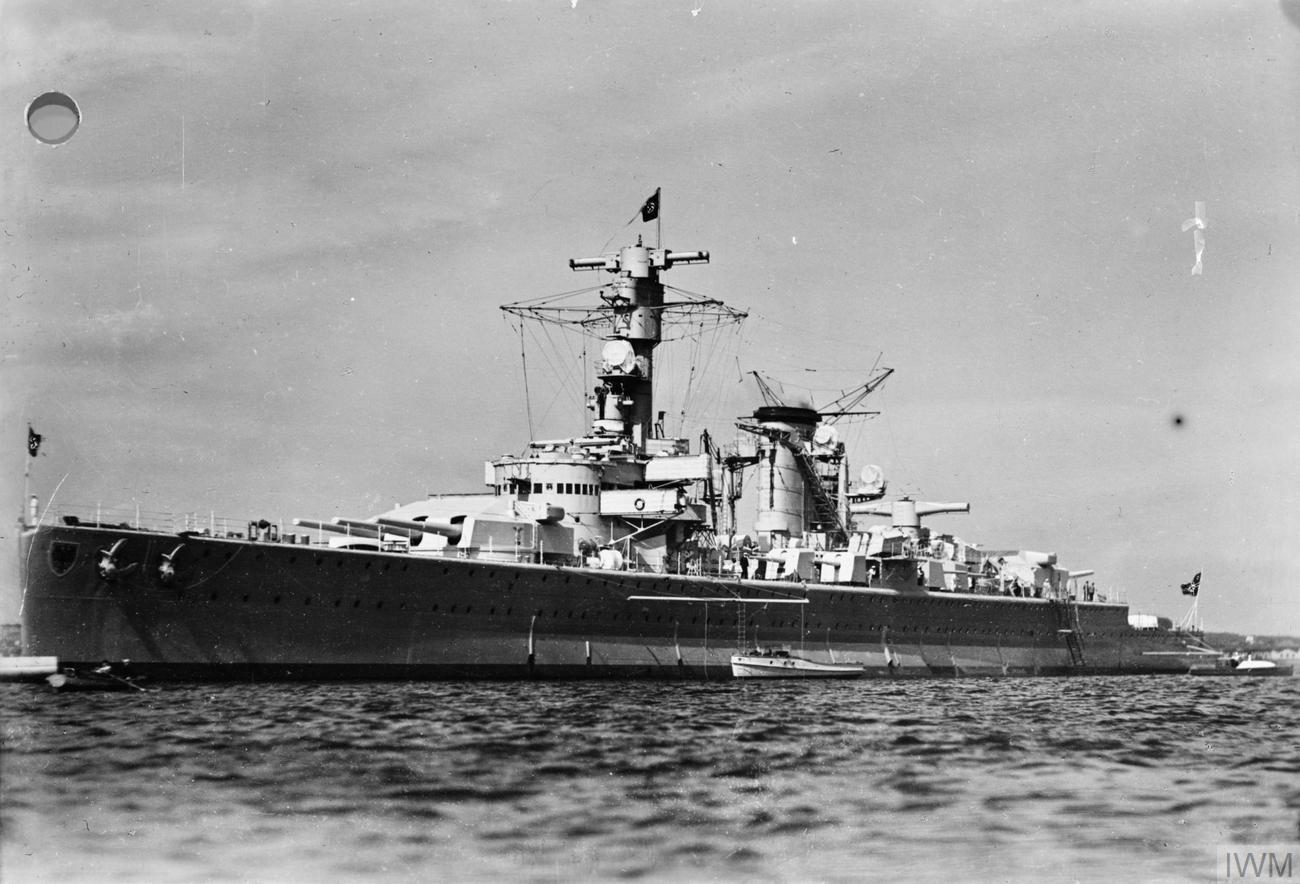
Le Deutschland en 1936.

À la suite du traité de Versailles qui l'empêchait de reconstituer une marine puissante, l'Allemagne se trouve avant l'entrée en guerre avec une flotte de combat très inférieure en nombre à celle des Français et surtout des Britanniques. La Kriegsmarine est donc dans l'impossibilité de conduire une guerre navale classique. Ceci étant, le grand amiral Erich Raeder, commandant en chef des forces navales allemandes, ne se sent pas en mesure de participer efficacement à la guerre qui s'annonçait. Il avait même la conviction que ses forces ne pourraient pas défendre durablement le littoral et le trafic maritime allemand.
Étant donné la faiblesse de la marine allemande, les navires de cette classe seront principalement affectés à des missions de corsaires. Le Lutzow — ex Deutschland — sera mis hors de combat en 1945, l’Admiral Graf Spee sabordé en 1939 et le Admiral Scheer sera coulé par des bombardiers britanniques en 1945.